# Авентис
„Авантис“ (Aventis) (на български повече известна като „Авентис“) е бивша френска фармацевтична компания, която се занимава и с лабораторни изследвания.
Създадена е през 1999 г., когато „Рон-Пуланк“ СА (Rhône-Poulenc S.A.), Лион се слива с „Хьохст“ АГ (Hoechst AG), Франкфурт на Майн. Обединената компания е със седалище в Шилтигем, Франция.
В началото на XXI век „Авентис“ е считана за най-големия фармацевтичен производител в света.
През 2004 г. се осъществява ново обединение между „Авантис“ и френската компания „Санофи-Синтелабо“ (Sanofi-Synthélabo), което носи името „Санофи-Авантис“ (Sanofi-Aventis).